# Alessandro de Ritiis
Alessandro de Ritiis (Collebrincioni, 1434 – 1497/1498) è stato uno scrittore e cronista italiano, attivo all'Aquila nel XV secolo.
Entrò a far parte dell'Ordine francescano nel 1446, all'età di 12 anni.

## Opere
Fu autore, tra l'altro, di alcune opere in latino di argomento teologico-morale: un Mariale, un Quaresimale e di un Corelarium cuiusdam Marialis.

### Cronache sulla storia dell'Aquila
Le sue opere più importanti rimangono comunque due lavori cronachistici: la Chronica Ordinis (o Chronica Franciscanae Religionis) e la Chronica civitatis Aquilae, quest'ultima dal 1347 al 1497.
Si tratta di manoscritti compitati in una scrittura corsiva minuscola la cui ardua leggibilità è resa ancor più problematica dal ricorso a frequenti abbreviazioni. Notevole è comunque il loro valore storico-documentario soprattutto quello della Chronica civitatis Aquilae, scritta tra il 1493 e il 1497, la più preziosa fonte della storia civile, politica, religiosa e sanitaria della città aquilana nel periodo storico a cui si riferisce: ingiustamente trascurata da molti studiosi, il suo grande valore, secondo Cassese e Maria Rita Berardi, risiede nella circostanza che l'autore fu parte attiva o testimone oculare di alcuni degli eventi in essa registrati.
La tradizione a cui attinge dichiaratamente De Ritiis è quella del cronista Buccio di Ranallo e dei suoi epigoni, come Niccolò (Nicola) da Borbona, che egli forse conobbe di persona.
La prima edizione critica della Chronica civitatis Aquilae è stata pubblicata nel 1941 e 1943 da Leopoldo Cassese, direttore dell'Archivio di Stato dell'Aquila.